# باول أرانو
باول أرانو (بالإسبانية: Paul Arano) هو لاعب كرة قدم بوليفي في مركز الوسط، ولد في 23 فبراير 1995 في سانتا كروز دي لا سييرا في بوليفيا. شارك مع منتخب بوليفيا تحت 20 سنة لكرة القدم. أما مع النوادي، فقد لعب مع نادي بلومينغ.

## وصلات خارجية
- باول أرانو على موقع ناشيونال فوتبول تيمز (الإنجليزية)
- باول أرانو على موقع Soccerway.com (الإنجليزية)
- باول أرانو على موقع عالم كرة القدم.نت (الإنجليزية)
- باول أرانو على موقع AS.com (الإسبانية)